# ゲルハイム
ゲルハイム (独: Göllheim)はドイツ連邦共和国 ラインラント＝プファルツ州ドナースベルク郡にある町村。ゲルハイム連合自治体 (独: Verbandsgemeinde Göllheim) の行政庁所在地である。
プファルツの森の北、ヴォルムスの西、約25kmに位置する。

## 姉妹都市
- - ラ・クレイェット(La Clayette) （フランス 1977年から）
- - マラーノ・エークオ(Marano Equo) （イタリア 1990年から）